# アニタ・ウォード
アニタ・ウォード（Anita Ward、1956年12月20日 - ）は、アメリカ合衆国の歌手・音楽家。
ディスコソング「リング・マイ・ベル」の大ヒットで知られる。なお、日本では一般的にアニタ・ワードと表記されてきた経緯がある。

## 経歴
テネシー州メンフィスに5人きょうだいの長女として生まれる。2歳から人前で歌いはじめたとされるほど早くから音楽に興味を持ち、少女時代はメンフィスの様々な教会で独唱者として活動していた。地元のサウスサイド高校を経て、合同メソジスト教会傘下のラストカレッジに入ると、のちのマネージャー・共同制作者になる同大学の理事チャック・ホームズ（Chuck Holmes）と出会う。
チャックはある日、新入生のアニタがキャンパスを歩きながら歌っているのを耳にした。その歌声に感銘を受けたチャックがアニタに声を掛けたのがプロデビューのきっかけとなる。大学在学中はア・カペラ合唱団に所属し、ゴスペル・カルテットとしてレコーディングに参加している。心理学の学位を取得し同大学を卒業したアニタは、メンフィスの小学校で代用教員をしていた。
アニタのプロデビューのための曲作りとレコーディングを進めていたチャックは、音楽プロデューサー・シンガーソングライターのフレデリック・ナイトにアニタを紹介した。チャックの例に漏れずアニタの歌声に感銘を受けたフレデリックは、ステイシー・ラティソウのために書き上げた楽曲を惜しまず提供する。しかし、当時まだローティーンであったステイシー・ラティソウに合わせた歌詞にアニタは気が乗らず、詞の内容は書き直された。また、バラードを歌うつもりでいたのを押し切ってフレデリックは賭けに出た。こうして完成させたのがディスコソング「リング・マイ・ベル」である。同曲は1979年5月にリリースされ、同年夏にはBillboard Hot 100をはじめ全米1位を記録し大ヒットとなった。同曲はこれまで多くのアーティストによって、サンプリングやリミックス、カバーされ受け継がれている。
それ以降のアニタはヒットに恵まれずにいたが、1981年に交通事故に巻き込まれて頭部外傷を負った影響で、発声にかかわる鼻の病気を患って活動休止を余儀なくされる。翌年には病気が回復するが家庭に入るためにしばらく表舞台から退いた。現在は故郷のメンフィスで暮らしている。

## ディスコグラフィー
- スウィート・サレンダー（Sweet Surrender）（1979年）
- ソングス・オブ・ラブ（英語版）（1979年）
- Wherever There's Love（1989年）